# Ifa (mytologi)
Ifa är hos yorubafolket i Nigeria den centrala anden och en läkemedelsgud.

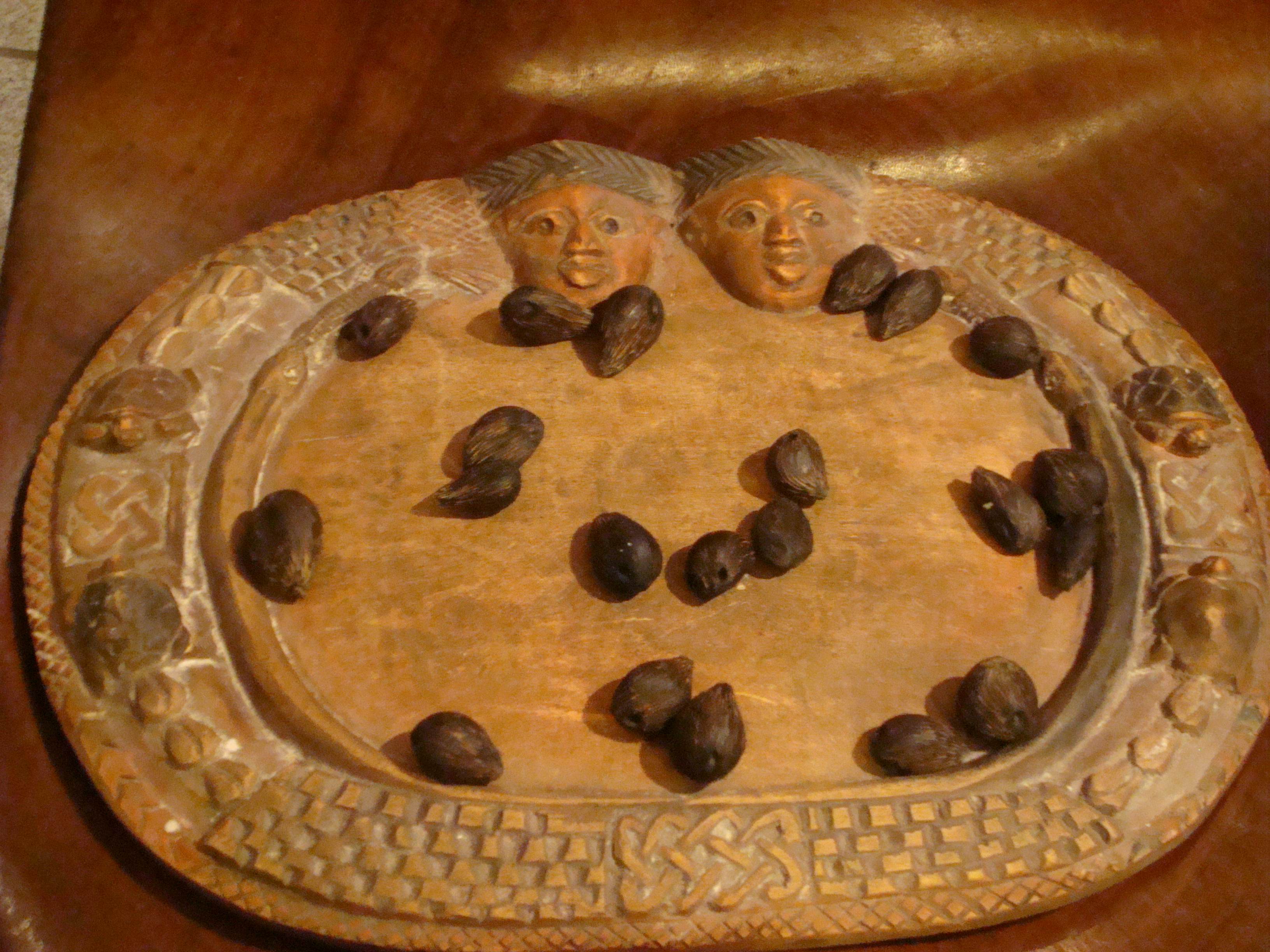
Kaurisnäckor som används av oraklet.

Kulten kring Ifa har sitt centrum i staden Ife-Ife och det är där Ifa framträder i det stora oraklet. Ifa betraktas som en frälsare som sänts från gudarna och hans prästerskap har en aktiv roll i alla Yorubafolkets samhällen.